# Јобе
Јобе је једна од држава Нигерије. Налази се на североистоку земље, а главни град државе је Даматуру. Држава Јобе је формирана 1991. године и има 2.757.000 становника (подаци из 2011). Најзначајније етничке групе у држави су Канури, Каре, Марги и Хауса. Ово је једна од држава Нигерије у којима је уведен шеријатски закон. 